# The Best of Syd Barrett: Wouldn't You Miss Me?
Pour les articles homonymes, voir Best of.
Albums de Syd Barrett
Crazy Diamond
(1993) The Radio One Sessions
(2004)
The Best of Syd Barrett: Wouldn't You Miss Me? est une compilation de Syd Barrett, parue en 2001. Elle contient un inédit : Bob Dylan Blues.

## Titres
Toutes les chansons sont de Syd Barrett, sauf Golden Hair (Barrett, Joyce) et Two of a Kind, peut-être écrite par Rick Wright.
| No  | Titre                             | Durée |
| --- | --------------------------------- | ----- |
| 1.  | Octopus                           | 3:48  |
| 2.  | Late Night                        | 3:14  |
| 3.  | Terrapin                          | 5:03  |
| 4.  | Swan Lee (Silas Lang)             | 3:14  |
| 5.  | Wolfpack                          | 3:45  |
| 6.  | Golden Hair                       | 2:00  |
| 7.  | Here I Go                         | 3:11  |
| 8.  | Long Gone                         | 2:49  |
| 9.  | No Good Trying                    | 3:25  |
| 10. | Opel                              | 6:26  |
| 11. | Baby Lemonade                     | 4:10  |
| 12. | Gigolo Aunt                       | 5:45  |
| 13. | Dominoes                          | 4:06  |
| 14. | Wouldn't You Miss Me (Dark Globe) | 3:01  |
| 15. | Wined and Dined                   | 2:56  |
| 16. | Effervescing Elephant             | 1:55  |
| 17. | Waving My Arms in the Air         | 2:07  |
| 18. | I Never Lied to You               | 1:49  |
| 19. | Love Song                         | 3:02  |
| 20. | Two of a Kind                     | 2:35  |
| 21. | Bob Dylan Blues                   | 3:14  |
| 22. | Golden Hair (Instrumental)        | 1:50  |